# 頸棘筋
頸棘筋（けいきょくきん、英語: spinalis cervicis muscle）は、長背筋のうち、前胸の深層に位置する筋肉である。棘筋のうち、頭棘筋と胸棘筋、頸棘筋の3部に分けられたものの一方である。第6頸椎横突起～第2胸椎横突起を起始とし、前側上方に向かって走り、第2～第4頸椎棘突起に付着する。
頭部および脊柱の後屈、側屈を行う。